# Кинодистрибьютор
Запросы «Прокатчик» и «Кинопрокатчик» перенаправляются сюда.
Кинодистрибьютор (англицизм от film distributor, в переводе с англ. — кинопрокатчик, прокатчик фильмов, кинораспространитель) — это компания или доверенное лицо, ответственное за прокат фильма. Кинодистрибьютор (чаще всего в рамках спецмероприятий — кинорынков) осуществляет покупку прав на прокат фильма у кинопроизводителя по цене, зафиксированной в договоре, как правило, на условиях долевого распределения доходов (роялти). В функции кинодистрибьюторов также входит формирование библиотеки фильмов для проката (закупка киноконтента), локализация копии фильма (перевод и дубляж иностранных картин), способы, по которым фильм будет доступен для просмотра, разработка средне-долгосрочной стратегии продвижения кинофильма (определение даты релиза, бюджета и плана рекламной кампании), организация рекламы и сбыта кинокартины, организация тиражирования, утилизации и логистики копий фильма, а также цифровых ключей к нему, контроль валовых кинотеатральных кассовых сборов.
Дистрибьютор может организовать либо самостоятельный прокат фильма, если владеет театрами или сетью кинопроката, либо через кинотеатральных экспонентов (кинотеатры, получившие право проката фильма) и других субдистрибьюторов.

## Прокат фильма в кинотеатрах
Если кинодистрибьютор работает с кинотеатральным экспонентом, он должен обеспечить:
- Письменный контракт, предусматривающий сумму с валовых продаж билетов, которая будет уплачена экспоненту дистрибьютором после первоначального вычета (как правило, в процентах от брутто);
- Сборы причитающейся суммы;
- Проверку экспонента по продажам билетов, необходимую для обеспечения точности данных по валовым сборам, которые экспонент предоставляет дистрибьютору;
- Передачу причитающейся суммы компании-производителю фильма или любому другому посреднику (например, агенту, выпустившему фильм).

Так же кинодистрибьютор должен:
- Гарантировать наличие достаточного количества копий фильма, необходимого всем экспонентам, с которыми подписан контракт, на день проведения премьеры;
- Обеспечить их доставку в кинотеатр ко дню показа;
- Следить за экспонентами, чтобы убедиться в том, что фильм на самом деле показали даже в кинотеатрах с минимальным количеством мест должное количество раз;
- Обеспечить возвращение всех копий фильма в офис дистрибьютора или в другое хранилище в срок, прописанный в контракте.

С практической точки зрения, при прокате фильма в кинотеатрах деятельность кинодистрибьютора включает в себя физическое производство копий фильмов и их доставку по всему миру (процесс, который начинает заменяться цифровым распределением копий), а также создание постеров, рекламных статей в газетах и журналах, ТВ-роликов, трейлеров и другой рекламной продукции.
Если кинодистрибьютор работает с иностранным фильмом, он может также нести ответственность за обеспечение дубляжа или субтитров для фильма, а также цензуры или иных организационно-правовых «одобрений» для показа фильма на территории, где кинодистрибьютор ведёт свой бизнес. В случае, когда кинодистрибьютор решает сотрудничать с местным дистрибьютором на определённой территории, название данного дистрибьютора указывается в материалах фильма, распространяемых на данной территории. Иностранному дистрибьютору разрешается лицензировать фильм на определённое количество времени.

## «Дистрибьюторское окно»
При появлении новых способов проката фильмов, киностудии шли с опаской на эксперименты. Многие полагали, что новые способы проката фильмов стали бы причиной уничтожения старых методов. Со временем, новые типы дистрибуции в кино доказали свою эффективность, и большинство киностудий начало использовать нетрадиционные новые технологии.
В результате распространения новых способов проката фильмов структура доходов киностудий значительно расширилась: появились, так называемые, «дистрибьюторские окна».
«Дистрибьюторские окна» создали уникальные возможности в киноиндустрии и позволили кинодистрибьюторам получить дополнительную прибыль и устранить временные и территориальные «провалы» в кинопрокате.

## Нетеатральный прокат
Нетеатральный прокат включает в себя дистрибуцию художественных фильмов среди избирательной аудитории.
Отличие между театральным и нетеатральным показами заключается в том, что последний должен проходить в некотором роде среди закрытой аудитории. Например, среди учащихся школ или пассажиров в самолёте. При нетеатральном показе распространена скрытая оплата за просмотр: стоимость за просмотр фильма пассажиров самолёта включена в общую стоимость билета.
В большинстве контрактов на нетеатральные показы указано, что показы не рекламируются, кроме как в группе, которая имеет право на участие в показе (например, пассажир, листающий журнал на борту самолёта).
В настоящий момент наиболее распространённой бизнес-моделью при нетеатральном показе является продажа экспоненту лицензии, которая разрешает легальный показ копий фильма, покупаемые экспонентом отдельно для формата домашнего видео. Подобные лицензии могут быть индивидуального, одноразового показа или неограниченного количества показов фильмом, предоставленных дистрибьютором на определённый период времени.

## Прокат домашнего видео
Некоторые кинодистрибьюторы занимаются дистрибуцией только домашнего видео или некоторыми подвидами домашней кинодистрибуции (DVD/Blu-Ray дистрибуцией). Также производители фильмов могут лицензировать других кинодистрибьюторов, отдавая им права на домашнее видео, либо дистрибьютор может суб-лицензировать права другим дистрибьюторам. Если кинодистрибьютор будет распространять фильм на физических носителях, таких как DVD, то он должен позаботиться о создании обложки DVD и договориться о создании определённого количества копий. Кинодистрибьютор может также поддерживать контакты с оптовыми распространителями дисков, которые поставляют DVD-диски в розничные торговые точки, с интернет-магазинами, а также организовать для них доставку DVD.